# Chomelia longiflora
Chomelia longiflora är en måreväxtart som först beskrevs av Paul Carpenter Standley och Julian Alfred Steyermark, och fick sitt nu gällande namn av Julian Alfred Steyermark. Chomelia longiflora ingår i släktet Chomelia och familjen måreväxter.
Artens utbredningsområde är Colombia. Inga underarter finns listade i Catalogue of Life.